# (38241) 1999 PU1
1999 PU1 (asteroide 38241) é um asteroide da cintura principal. Possui uma excentricidade de 0.06002240 e uma inclinação de 9.73028º.
Este asteroide foi descoberto no dia 9 de agosto de 1999 por John Broughton em Reedy Creek.